# La Guàrdia (l'Esquirol)
La Guàrdia és una masia de l'Esquirol (Osona) inclosa a l'Inventari del Patrimoni Arquitectònic de Catalunya.

## Descripció
Masia clàssica de planta rectangular (5 x 10 m), molt reformada l'any 1973. el cos original està cobert a dues vessants i el carener és paral·lel a la façana situada a ponent. Forma un bassi clos, amb una gran porxada que uneix el bonic portal d'entrada cobert (habitat al primer pis) amb la façana del casal, donant accés a la lliça interior. Adossada a l'edificació d'aquest portal hi ha una cabana. Consta de planta baixa i dos pisos. Presenta eixos de composició de les obertures en totes les façanes. La façana principal presenta un portal rodó desplaçat de l'eix de simetria. Totes les obertures tenen els emmarcaments i els escaires de pedra picada i carreus vistos. A la façana principal hi ha un annex modern que serveix de corts.

## Història
Antiga masia citada en documents del segle xii. Documents del 1351 citen la Guàrdia i la Guàridia de Ça, i una de les dues seria la casa vella de la Guàrdia. Un dels propietaris, Joan de la guàrdia, al segle xviii escriví un interessant Diari de la casa i d'altres cases i aspectes de la zona.
La trobem registrada als fogatges de les "Parròquies del terme de Corcó, St. Jolia de Cabrera, St. Llorens Dosmunts, St. Bartomeu Sagorga, St. Vicens de Casserres y St. Martí Çescorts, fogajat a 11 d'octubre 1553 per Bartomeu Bertrana balle com apar en cartes 241", on consta un tal "Joan Gordie" i "Phelip Gordie", que semblen tenir relació amb el nom de la casa.